# Alcântara (Lisbona)
Alcântara è una freguesia della città di Lisbona, in Portogallo. Il suo nome è di origine araba (القنطارة) ed è traducibile in "il ponte". Tale significato si riferisce al ponte romano che consentiva di superare il corso d'acqua, anch'esso chiamato Alcântara (oggi in gran parte sotterraneo), che sfocia nel Tago dopo aver attraversato il territorio collinare nei dintorni di Lisbona. Il ponte, più volte rimaneggiato nel corso della sua lunghissima storia, venne definitivamente demolito sul finire del XIX secolo.

## Storia
La presenza umana nel territorio dell'odierna freguesia di Alcântara risale al Paleolitico, come testimoniano i ritrovamenti di utensili di pietra risalenti a quel periodo nella sua area rivierasca. Sono stati rinvenuti inoltre elementi legati alla presenza umana risalenti al Neolitico e al Calcolitico nella parte collinare del quartiere, nelle zone di Alvito e della Tapada da Ajuda. Intorno all'anno 1300 a.C., nell'età del bronzo, si stabilì nell'area un insediamento di agricoltori e pastori.
Durante il periodo dell'occupazione romana la località venne conosciuta con il nome di Horta Navia, basato su una divinità locale romanizzata, Nabia. Di questa fase storica sopravvissero varie testimonianze, alcune giunte sino all'età moderna. In particolare un tumulo, nella località della Tapada da Ajuda, e il ponte da cui, durante l'occupazione musulmana, sarebbe derivato il nome del fiume che attraversava e dell'area circostante.

### Epoca medievale
Dopo la riconquista cristiana di Lisbona, avvenuta nel 1147, le terre dell'Alcântara entrarono a far parte dei cosiddetti Reguengos de Ribamar (un reguengo o realengo era, nel Portogallo medievale, un villaggio soggetto direttamente alla giurisdizione del monarca), che si estendevano nella zona rivierasca racchiusa tra la valle dell'Alcântara e la valle del Laje, nell'odierna Oeiras. A partire dal XIII secolo il reguengo venne suddiviso in due, con la valle dell'Algés quale confine. Le terre dell'attuale Alcântara vennero distribuite dal re a nobili, ordini religioni e ordini militari.
La zona dell'Alcântara fu il teatro di diversi scontri tra i portoghesi e i castigliani in epoca medievale. Tra questi il più significativo fu l'assedio di Lisbona del 1384, episodio della Crisi del 1383-1385.
Nel XV secolo lo sfruttamento delle cave di pietra dell'Alcântara, utilizzate per l'estrazione di materiali da costruzione o destinati alla produzione di calce viva, contribuì allo sviluppo economico e al popolamento della zona. Nelle aree prossime al fiume si trovavano inoltre frutteti e vigneti.

### XVI secolo
Nel 1520 venne costruito nell'Alcântara un ospedale, in località Horta Navia, sul terreno appartenente a D. Jerónimo de Eça, al fine di contrastare la peste che stava devastando la città di Lisbona. La peste non impedì la costruzione nella zona anche di residenze nobiliari lungo il fiume Tago. L'Alcântara si trovava in quel periodo ai confini della città, confinando con la freguesia dell'Ajuda. Nel 1549 ebbero inizio i lavori di costruzione dell'Ermida de Santo Amaro, meta di pellegrinaggi. 

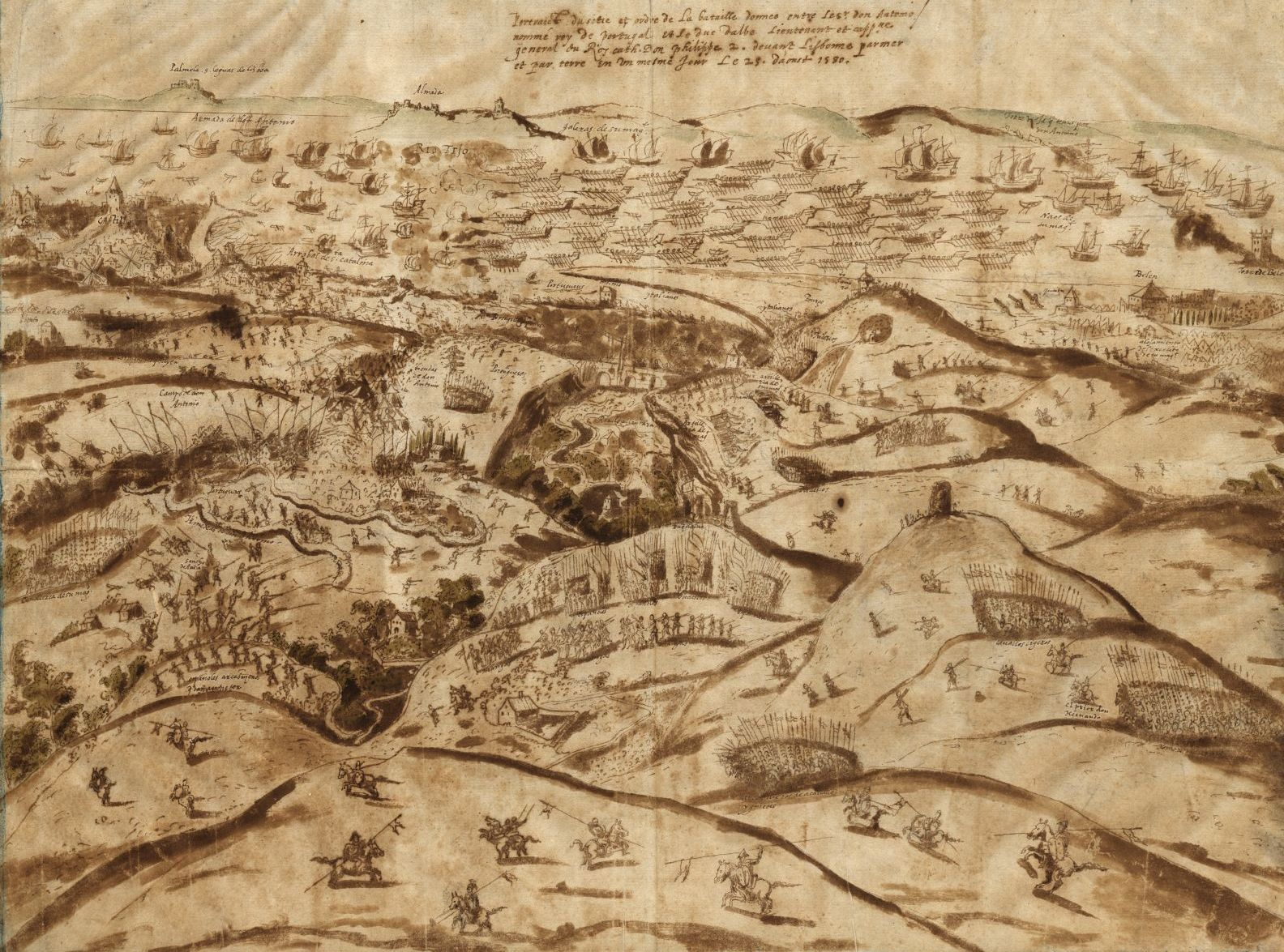
Dettaglio di un disegno, conservato presso la Biblioteca Nacional de Portugal, raffigurante la battaglia di Alcântara

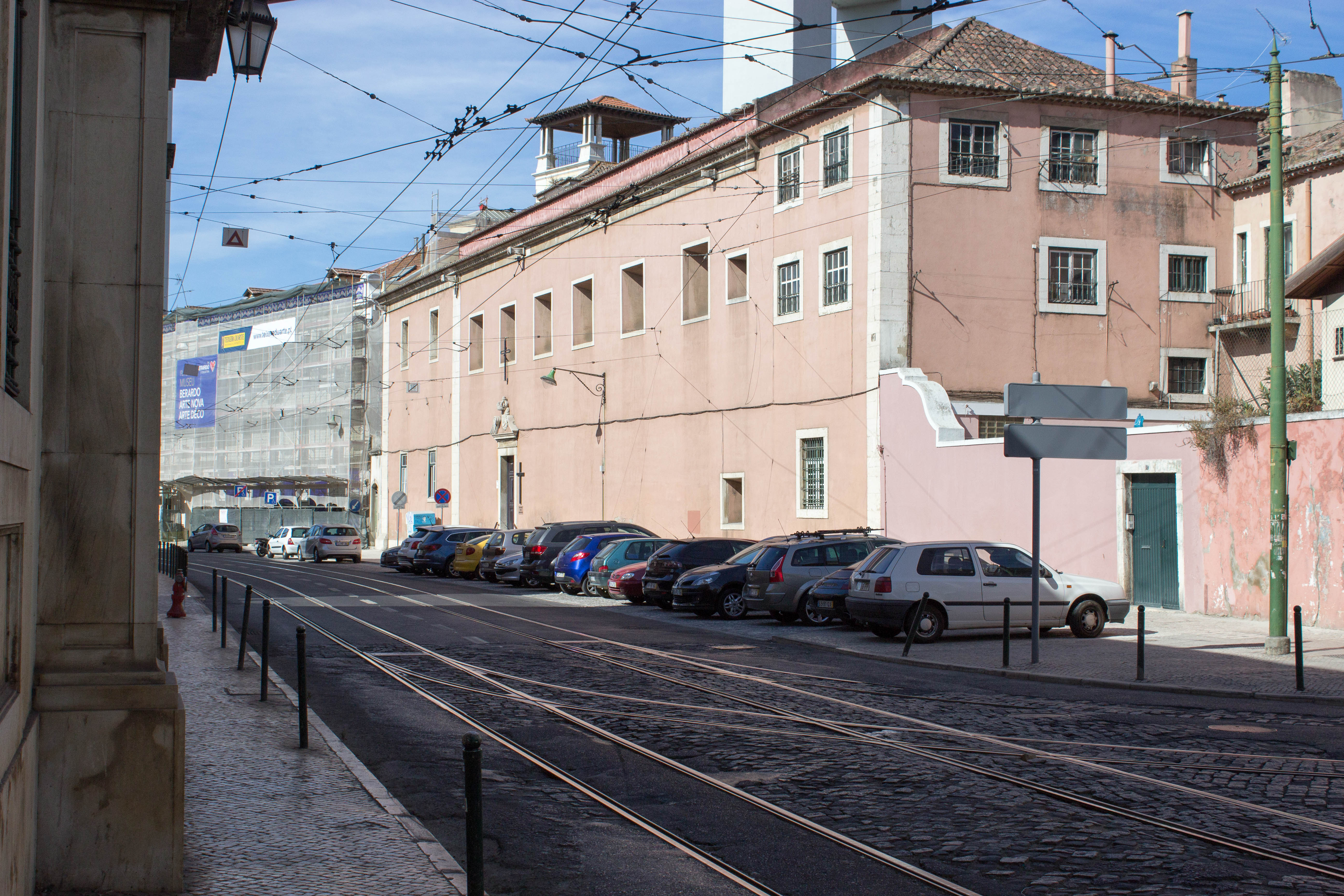
Igreja e Convento das Flamengas in Rua 1.º de Maio

Il 25 agosto del 1580, si svolse nella zona la battaglia di Alcântara, che vide contrapposte le forze portoghesi, comandate da Antonio, priore di Crato, autoproclamatosi sovrano del Portogallo, e quelle spagnole di Filippo II di Spagna, anch'egli pretendente alla corona portoghese, comandate da Fernando Álvarez de Toledo. La battaglia, evento cruciale della Guerra di successione portoghese, si concluse con la vittoria di queste ultime, determinando il passaggio del Portogallo sotto la sovranità della corona spagnola (Unione iberica), sotto la quale sarebbe rimasto fino al 1640. Durante il dominio della dinastia asburgica, l'Alcântara conobbe un certo sviluppo urbano, con la costruzione di vari conventi e di un palazzo reale. In particolare, l'Igreja e Convento das Flamengas, fondata da Filippo II, venne edificata nel 1582 per accogliere monache giunte dalle Fiandre a causa della persecuzione calvinista; di fronte a tale struttura, nei pressi del fiume, venne costruito il Mosteiro do Monte Calvário, fondato da D. Violante de Noronha nel 1617.

### XVII e XVIII secolo

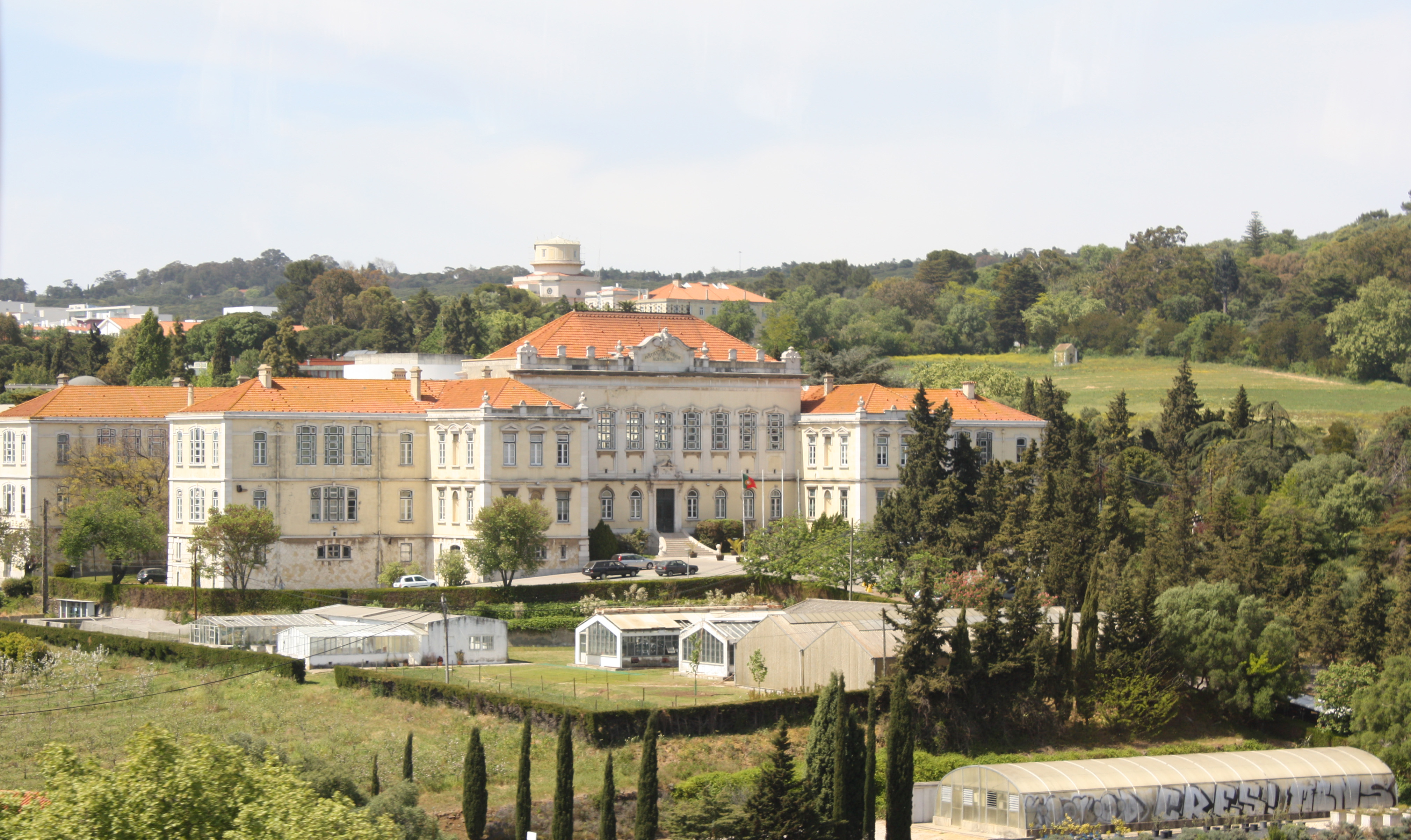
La Tapada da Ajuda, oggi sede dell'Instituto Superior de Agronomia

Nel 1645 venne creata la Real Tapada de Alcântara, successivamente chiamata Tapada da Ajuda, riserva di caccia della famiglia reale portoghese. I sovrani portoghesi avevano per l'Alcântara una particolare predilezione e Pietro II del Portogallo dispose di far custodire il suo cuore nel locale Convento das Flamengas. Tra il 1690 ed il 1728 venne costruita da Carlos de Sousa e Azevedo la Fábrica da Pólvora, destinata alla produzione di polvere da sparo per la flotta portoghese. L'edificio di tale fabbrica è parzialmente ancora esistente, sia pure in condizioni molto precarie, e sorge nella Rua da Fábrica da Pólvora, parallela all'Avenida de Ceuta. 

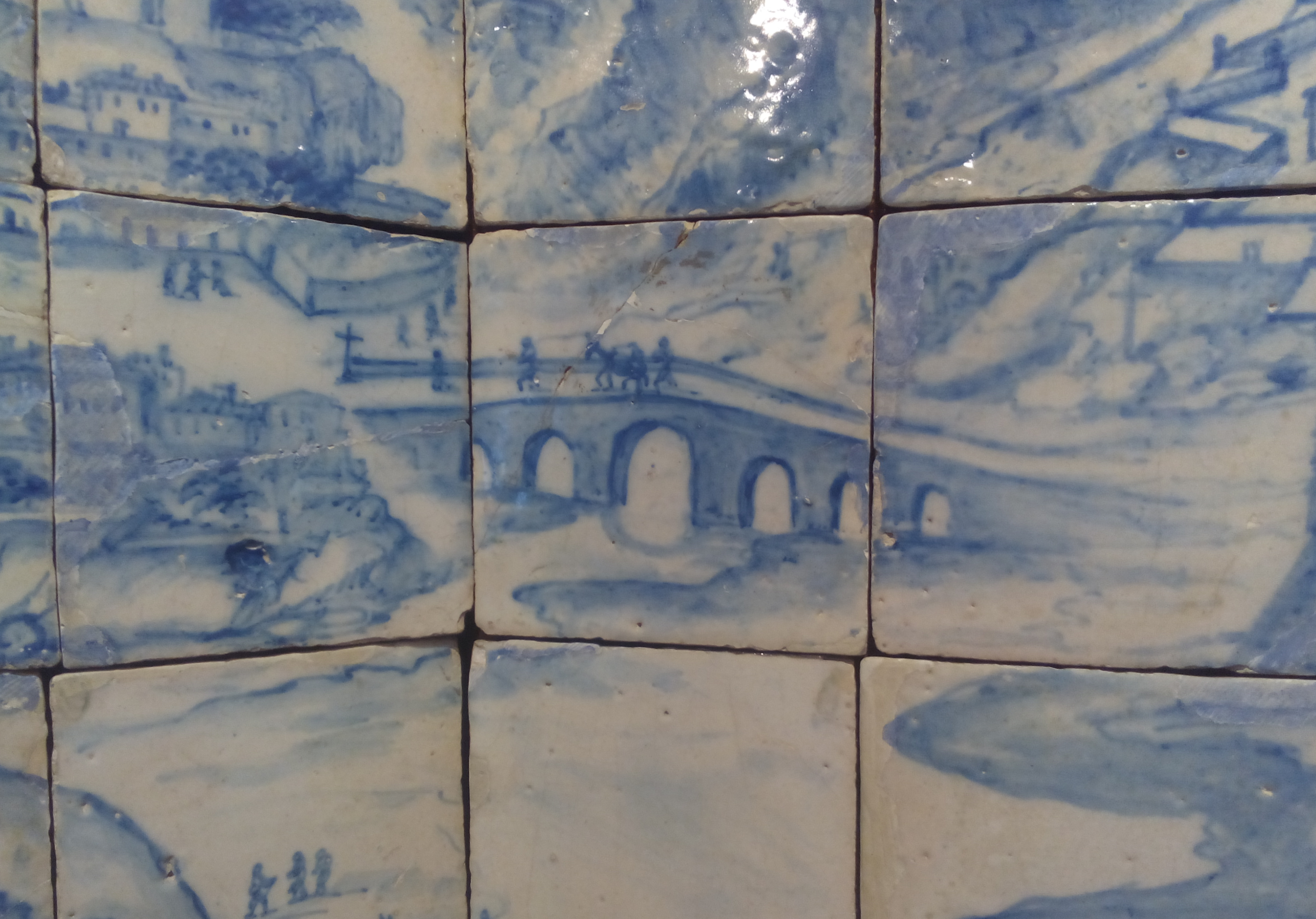
Il ponte romano dell'Alcântara. Dettaglio del Grande Panorama de Lisboa, opera in azulejo realizzata dal pittore Gabriel del Barco (fl. 1669-1701) conservata nel Museo Nazionale dell'Azulejo, importante testimonianza dell'aspetto di Lisbona prima del terremoto del 1755

Nel XVIII secolo l'Alcântara contava una popolazione di circa 600 abitanti. Erano presenti due nuclei abitativi, uno lungo la strada che correva nei pressi del Palácio Real de Alcântara (l'odierna Rua 1º de Maio), l'altro nei pressi del ponte romano (dove attualmente si trovano Rua Vieira da Silva e Rua das Fontainhas). Sempre nel corso del XVIII secolo vennero costruite in zona diverse residenze di pregio, quali il Palácio da Ribeira Grande e il Palácio Sabugosa. Nel 1743 il ponte dell'Alcântara venne ristrutturato e abbellito con una statua di san Giovanni Nepomuceno, protettore dei naviganti. Questa statua venne successivamente rimossa nel XIX secolo e si trova attualmente nel Museu Arqueológico do Carmo.

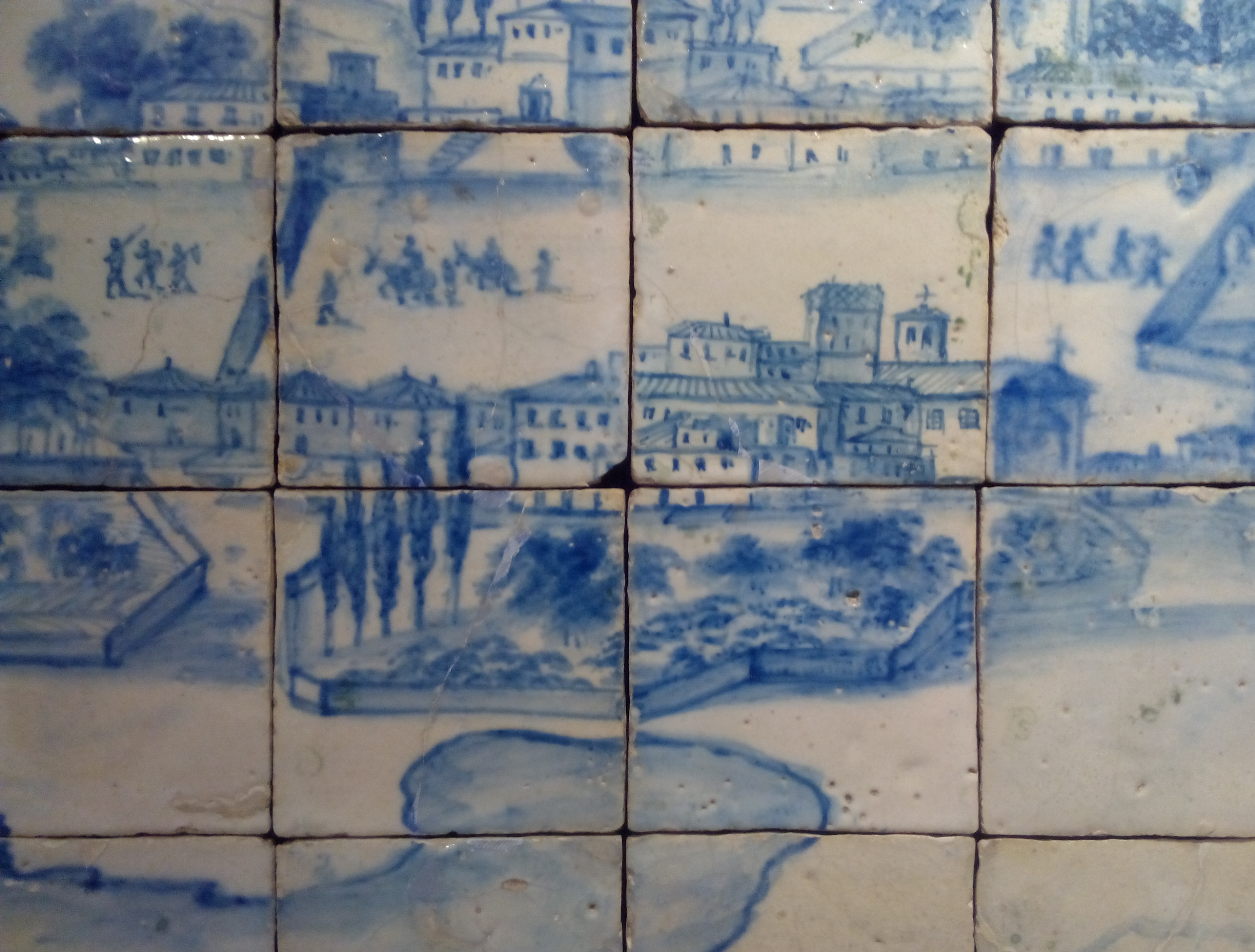
Convento das Flamengas e Palácio Real de Alcântara raffigurati nel Grande Panorama de Lisboa

Il terremoto di Lisbona del 1755 distrusse il Palácio Real de Alcântara, ma causò poche vittime e relativamente pochi danni nell'Alcântara; il quartiere attrasse quindi molti scampati provenienti da altre zone della città. Il re Giuseppe I del Portogallo, installatosi con la sua famiglia e la corte nella Real Barraca nel vicino quartiere dell'Ajuda, diede ordine che la Real Tapada de Alcântara fosse rinnovata e ampliata per essere utilizzata dalla famiglia reale. Nell'Alcântara si insediarono varie industrie grazie all'iniziativa del Marchese di Pombal, in particolare la Tinturaria da Real Fábrica das Sedas.

### Fondazione della freguesia di Alcântara e XIX secolo
Lo sviluppo dell'Alcântara fece sì che, nell'ambito della riorganizzazione territoriale dell'8 aprile 1770, venisse creata la freguesia di S. Pedro em Alcântara, mediante il trasferimento della sede amministrativa dell'antica freguesia di S. Pedro em Alfama. Nel 1780 il territorio della freguesia venne aumentato con aree est della zona rivierasca appartenenti alla freguesia di Senhor Jesus da Boa Morte; nel 1959, questo stesso territorio venne integrato nella freguesia di Prazeres. Al momento della sua istituzione abitavano nella freguesia 4 769 abitanti. Lo stabilimento nell'area di attività industriali contribuì alla graduale crescita della popolazione, tanto che nel 1801 essa era salita a 9 830 unità. A partire dal 1840 la popolazione smise di aumentare in maniera significativa. Poco prima, nel 1833, un'epidemia di colera aveva ridotto la popolazione a 6 627 unità. 

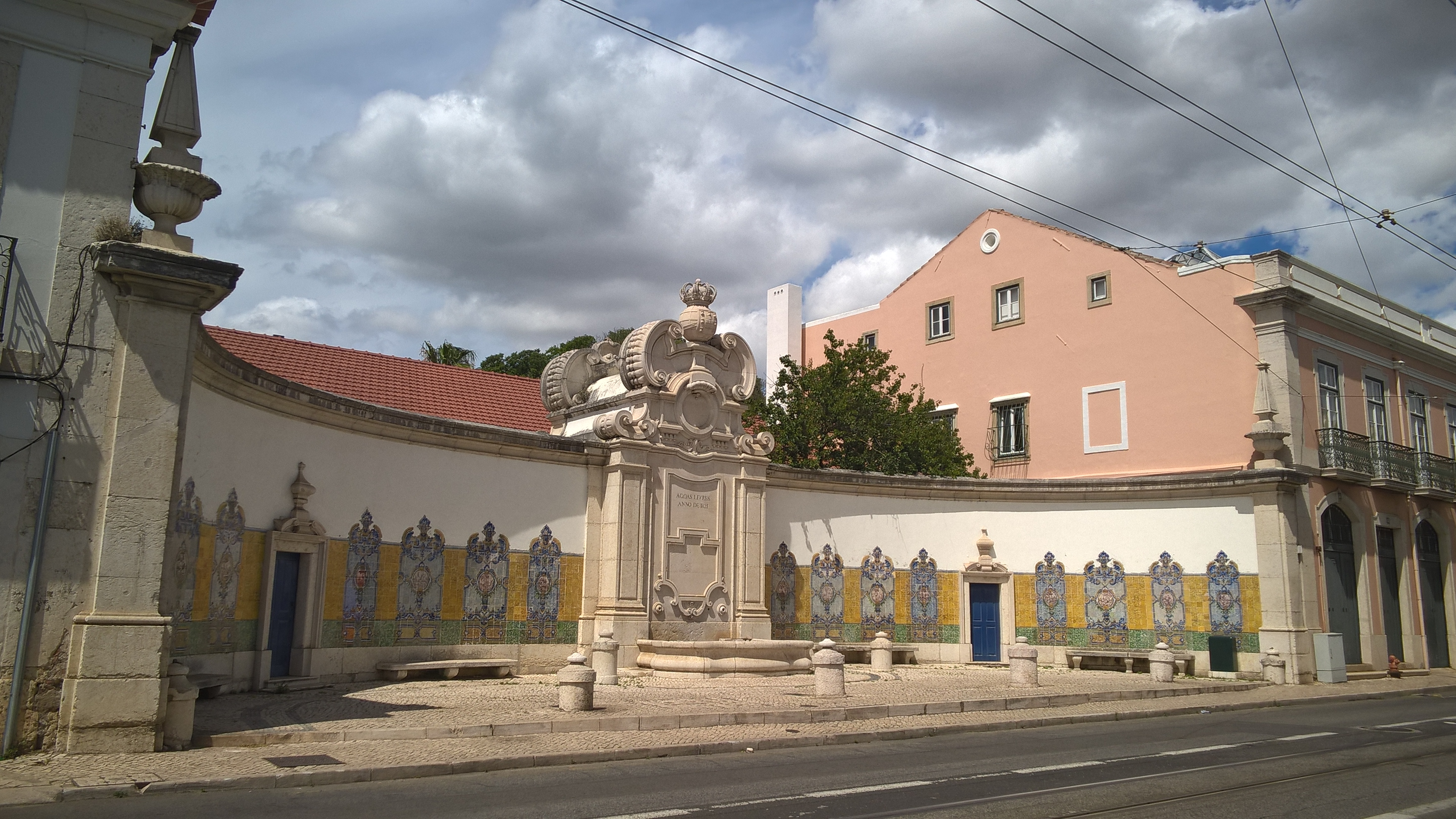
Chafariz da Junqueira in Rua da Junqueira, via di collegamento tra Belém e Alcântara. La fontana, realizzata nel 1821, era collegata all'Acquedotto delle Acque Libere

Nella prima metà del XIX secolo l'Alcântara conobbe vari mutamenti. Nel 1807 venne occupata dal generale Jean-Andoche Junot nel corso dell'invasione del Portogallo condotto nell'ambito della guerra peninsulare. Nel 1811 venne costruito sul suo territorio un granaio pubblico; nel 1821 venne costruito lo Chafariz da Junqueira; nel 1846 lo Chafariz da Praça da Armada; poco dopo si ebbe la creazione di un collegamento regolare con Belém. Il settore industriale continuava a svilupparsi nell'Alcântara, in particolare nei settori della stampa e della tintura.
La costruzione dell'Estrada da Circunvalação de Lisboa, nel 1852, che correva lungo i limiti della città divise la freguesia in due parti: Alcântara intramuros (al di qua della circonvallazione) e Alcântara extramuros. Con la creazione del concelho (municipio) di Belém, Alcântara intramuros rimase unita a Lisbona, mentre Alcântara extramuros venne unita a Belém. Tuttavia, con l'espansione territoriale di Lisbona fino ad Algés e la soppressione del municipio di Belém, la freguesia di Alcântara venne nuovamente riunificata. Nonostante l'epidemia di febbre gialla del 1857, la sua popolazione riprese ad aumentare tanto che, sul finire del XIX secolo contava 22 745 abitanti. A questo aumento contribuì in misura preponderante lo sviluppo dei trasporti pubblici. Nel 1864, nella freguesia operava la Companhia de Carruagens Lisbonenses, che introdusse nel 1870 i cosiddetti Carros Americanos (tram trainati da cavalli); nel 1901 venne interessata dalla costruzione della linea tranviaria che operava tra il Terreiro do Paço e Algés. La freguesia venne inoltre raggiunta dalla rete ferroviaria nel 1887, con la creazione del primo tratto tra Sintra e la stazione Alcântara-Terra (con quest'ultima quale capolinea della ferrovia di Sintra e della ferrovia dell'Ovest). La ferrovia dell'Ovest venne collegata alla ferrovia di Cascais mediante la creazione di un tratto tra le stazioni di Alcântara-Terra e Alcântara-Mar nel 1891. Questo progetto determinò la necessità di stabilizzare e ampliare artificialmente il terreno lungo le rive del Tago, determinando un'espansione territoriale della freguesia. I nuovi terreni vennero utilizzati oltre che per la ferrovia, anche per la fondazione di complessi industriali. La popolazione iniziò a concentrarsi in aree residenziali distinte dalle aree industriali quali Santo Amaro e Calvário.

### XX e XXI secolo

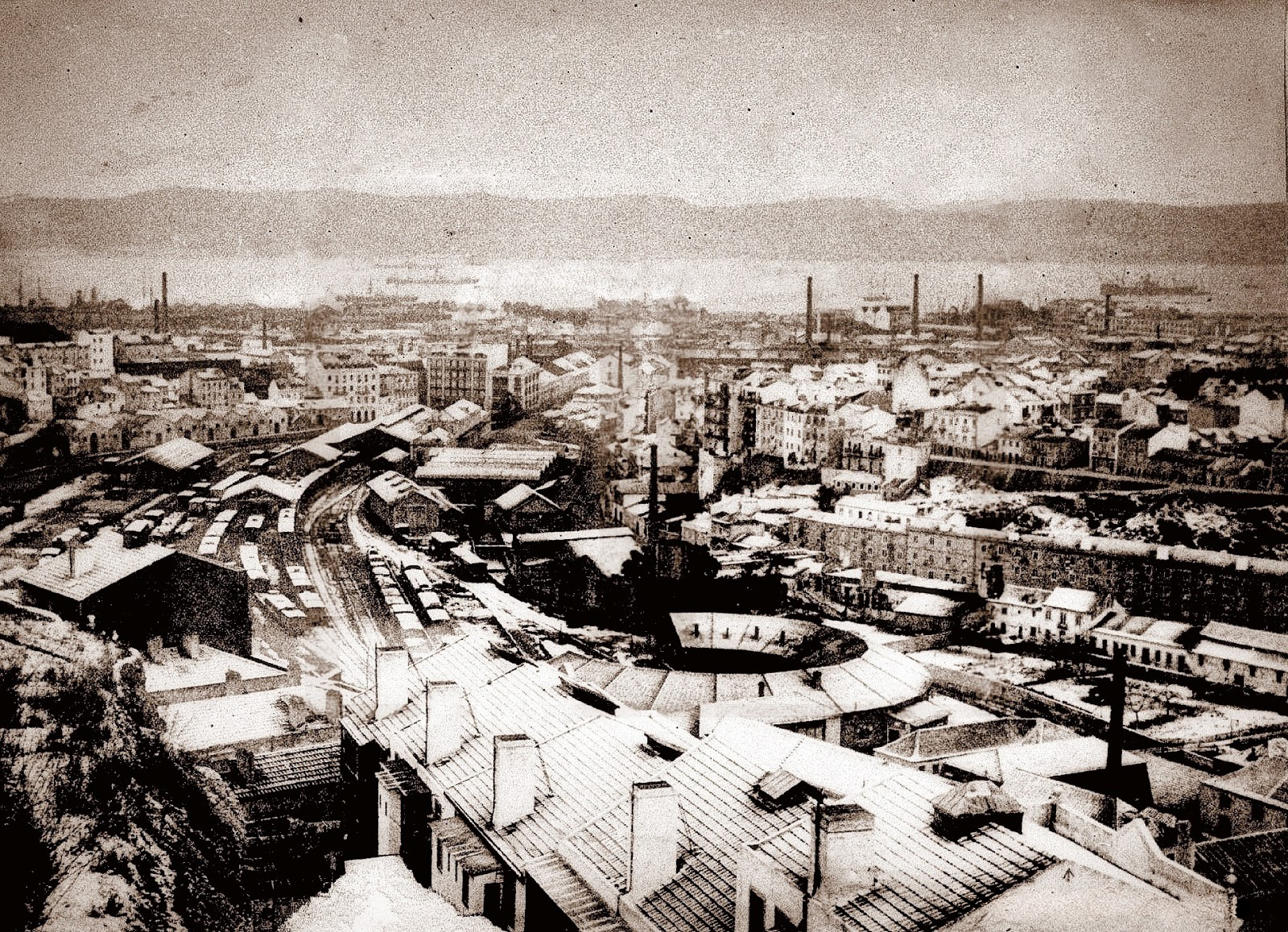
L'Alcântara in una foto del 1926

L'Alcântara era, all'inizio del XX secolo, un quartiere di tendenze decisamente repubblicane e sede di gruppi che cospiravano per il rovesciamento della monarchia portoghese. Dopo la proclamazione della repubblica portoghese nel 1910 il quartiere fu teatro di proteste e scioperi dei lavoratori locali. Anche durante il periodo dell'Estado Novo il quartiere fu centro di dissenso contro il regime.
Durante il XX secolo vari interventi modificarono l'aspetto dell'Alcântara. Tra questi di particolare rilievo furono il rimboschimento del Parque Florestal de Monsanto (1937); la costruzione del quartiere di Alvito (1936 - 1937); della Gare Marítima de Alcântara (1943); dell'Avenida de Ceuta (1944 - 1951); dello spazio espositivo della Feira Internacional de Lisboa (1957); l'inaugurazione dell'Estádio da Tapadinha (1945).
La costruzione del Ponte 25 aprile e delle sue vie di accesso determinarono la necessità di demolire alcune abitazioni e trasferire alcuni abitanti del quartiere, che vennero alloggiati nel Bairro do Relógio, nella parte nord-orientale di Lisbona. Sul finire del XX secolo l'Alcântara ha subito una riduzione della popolazione, causato sia dall'invecchiamento che dal trasferimento degli abitanti in aree periferiche della città. 

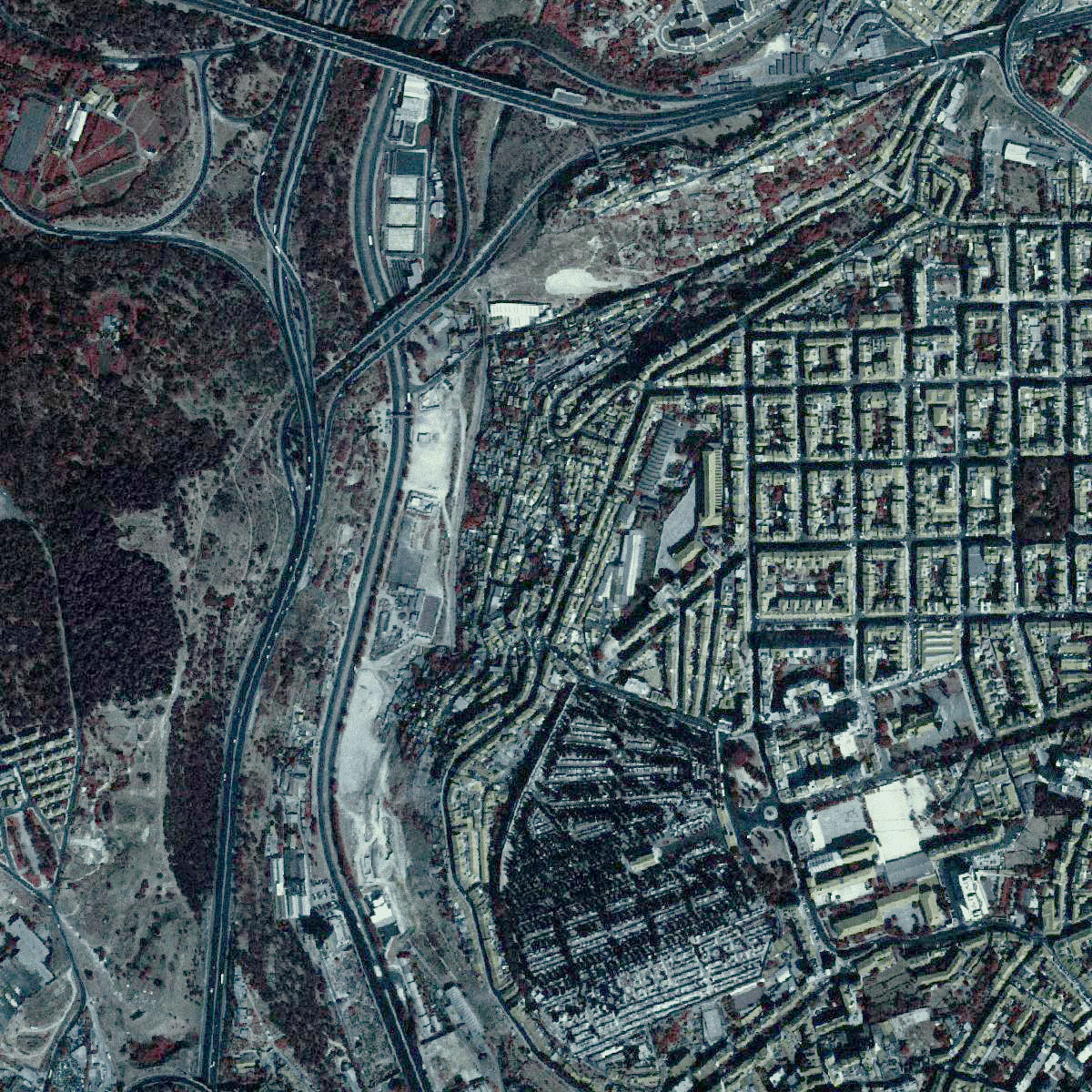
Casal Ventoso, delimitato ad ovest da Avenida de Ceuta e a est da Campo de Ourique, in una ortofotografia del 1995.

Nel corso del XX secolo l'area compresa tra la valle dell'Alcântara e il Cemitério dos Prazeres nella freguesa di Campo de Ourique fu interessata da costruzioni abusive che diedero vita al quartiere di Casal Ventoso. Quest'ultimo divenne noto tra gli anni 70 e 90 come la più importante piazza di spaccio nella capitale portoghese, in un periodo nel quale il Portogallo si trovava a fronteggiare un'emergenza legata alle tossicodipendenze e all'elevata incidenza di sieropositivi. A partire dal 1999 la popolazione del quartiere è stata rialloggiata in nuove abitazioni ed è cominciata una riqualificazione dell'area, che ha visto la demolizione di Casal Ventoso e la costruzione di edilizia residenziale pubblica. Tali misure, unite all'attuazione della politica nota come Estratégia Nacional de Luta Contra a Droga (ENLCD) hanno determinato una riduzione ed un maggiore controllo del fenomeno dello spaccio, pur senza eliminarlo completamente.
Intorno agli anni Novanta l'Alcântara iniziò a diventare un polo del divertimento notturno, con l'apertura di discoteche e pub. Attualmente l'Alcântara è interessata, come altri quartieri di Lisbona, dal fenomeno della gentrificazione.

## Monumenti e luoghi d'interesse
- Hospital Egas Moniz, già Hospital do Ultramar, in Rua da Junqueira n.º 126
- Instituto de Higiene e Medicina Tropical, in Rua da Junqueira, n.º 100
- Palácio Burnay, in Rua da Junqueira, n.º 86
- Palacete da Ribeira Grande, già Escola Secundária Rainha D. Amélia, in Rua da Junqueira, n.º 62 a 78
- Palacete dos Condes da Ponte, già Edifício da Administração do Porto de Lisboa, in Rua da Junqueira, n.º 94
- Palácio Vale-Flor, odierno Pestana Carlton Palace Hotel, in Rua Jau
- Palácio Sabugosa, in Rua Primeiro de Maio, n.º 112 a 124
- Capela de Santo Amaro, nella Calçada de Santo Amaro
- Palácio da Quinta das Águias, in Rua da Junqueira, n.º 138
- Edifício da Fábrica Nacional de Cordoaria, già Instituto Superior Naval de Guerra, in Rua da Junqueira, n.º 69

## Galleria d'immagini

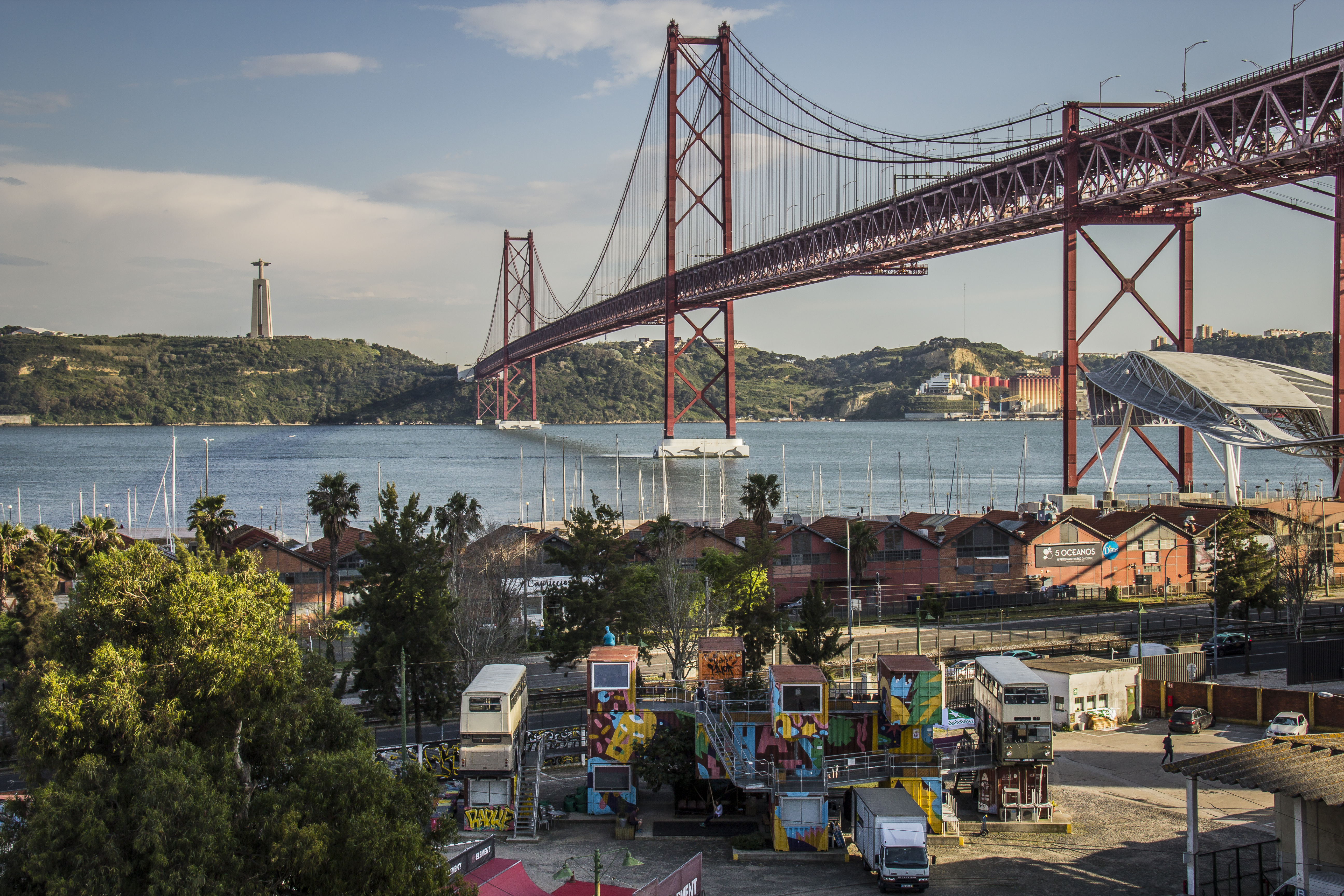
Il Ponte 25 aprile visto dall'Alcântara
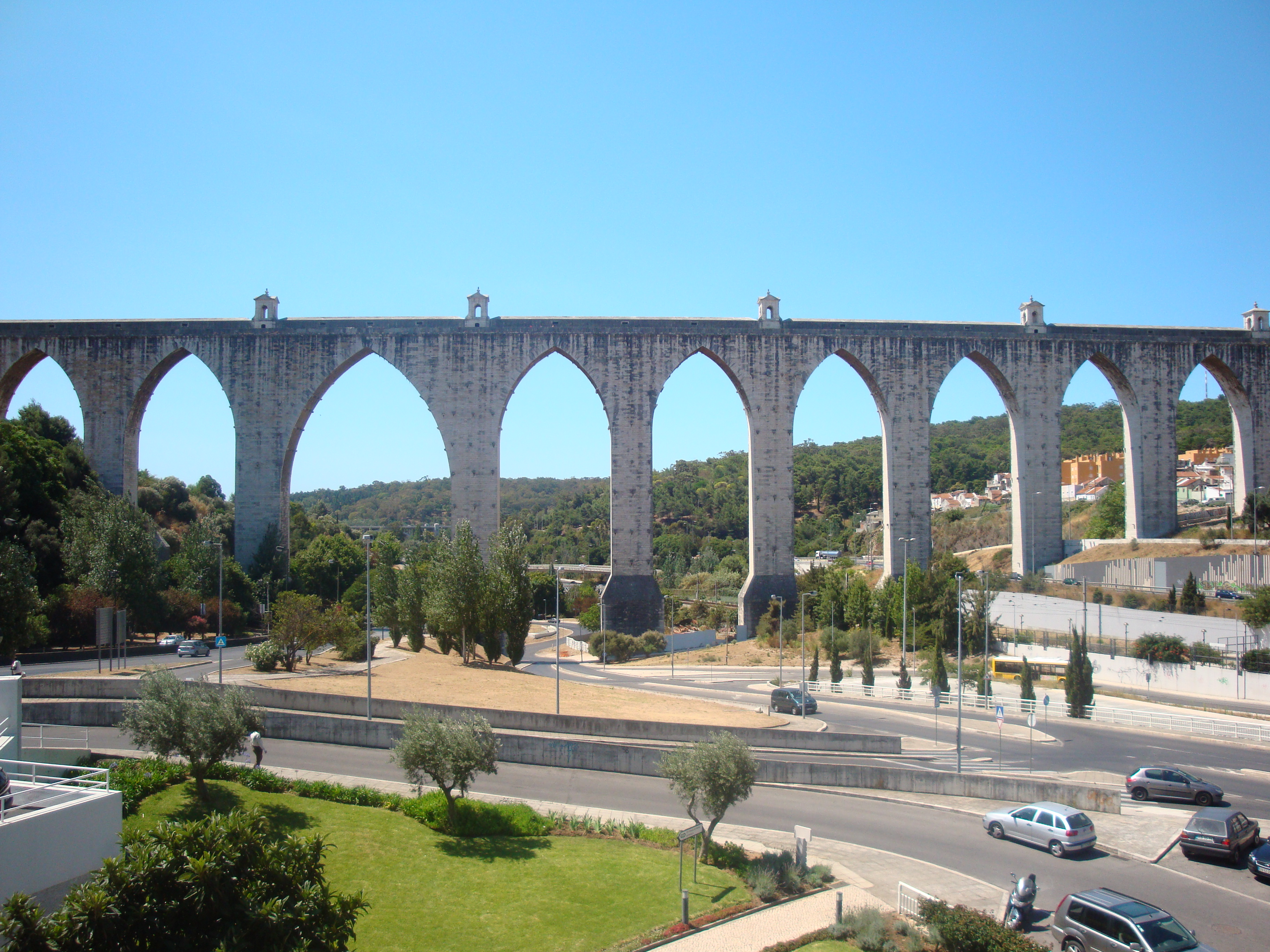
L'acquedotto delle Acque Libere attraversa la valle dell'Alcântara, oggi sede del tracciato dell'Avenida de Ceuta, via di comunicazione posta al confine tra le freguesias di Alcântara e di Estrela
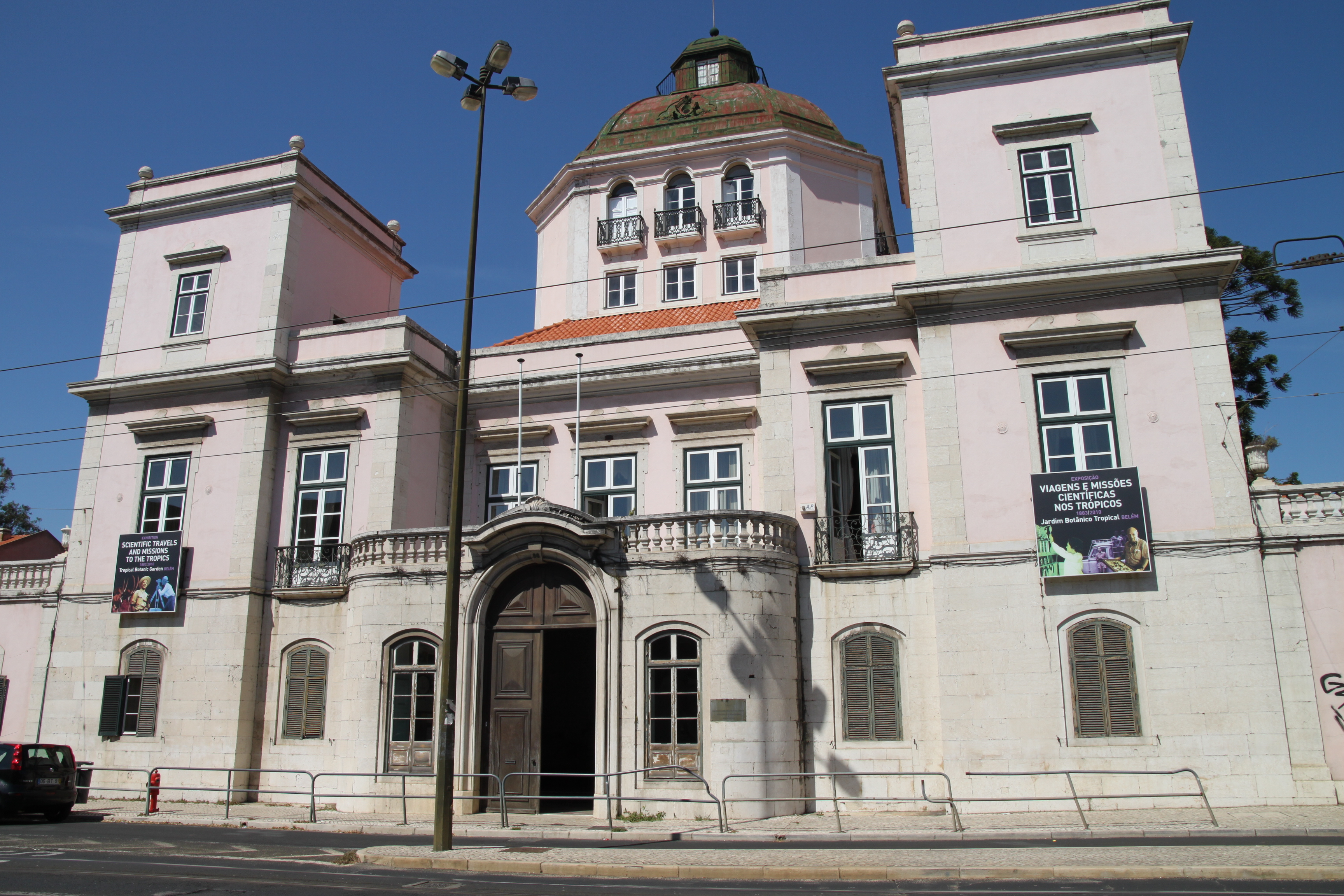
Palácio Burnay in Rua da Junqueira
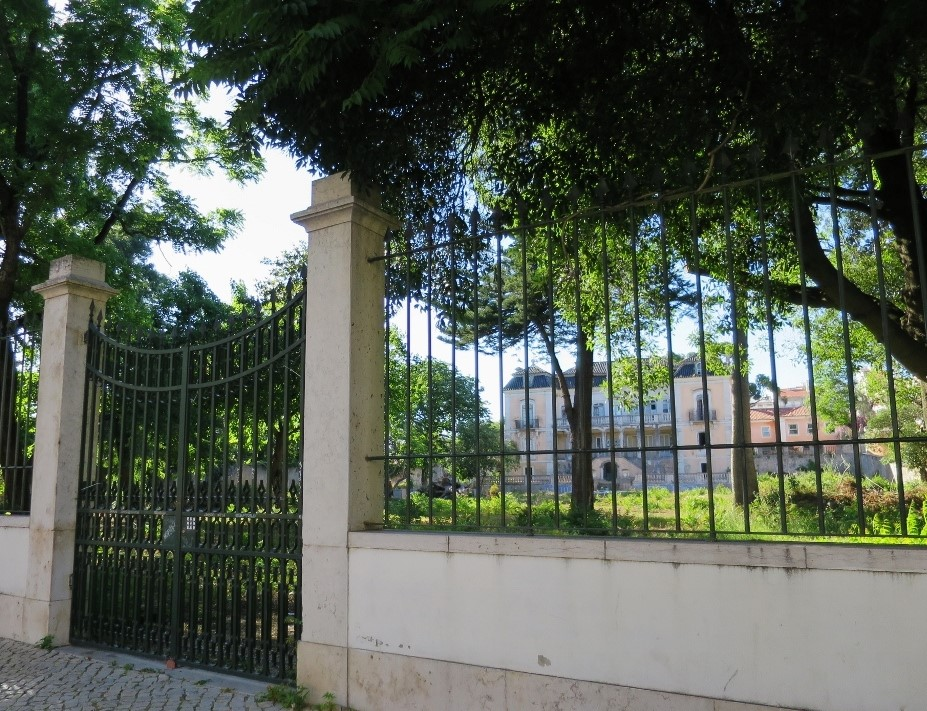
Il settecentesco Palácio da Quinta das Águias in Rua da Junqueira, in stato di abbandono
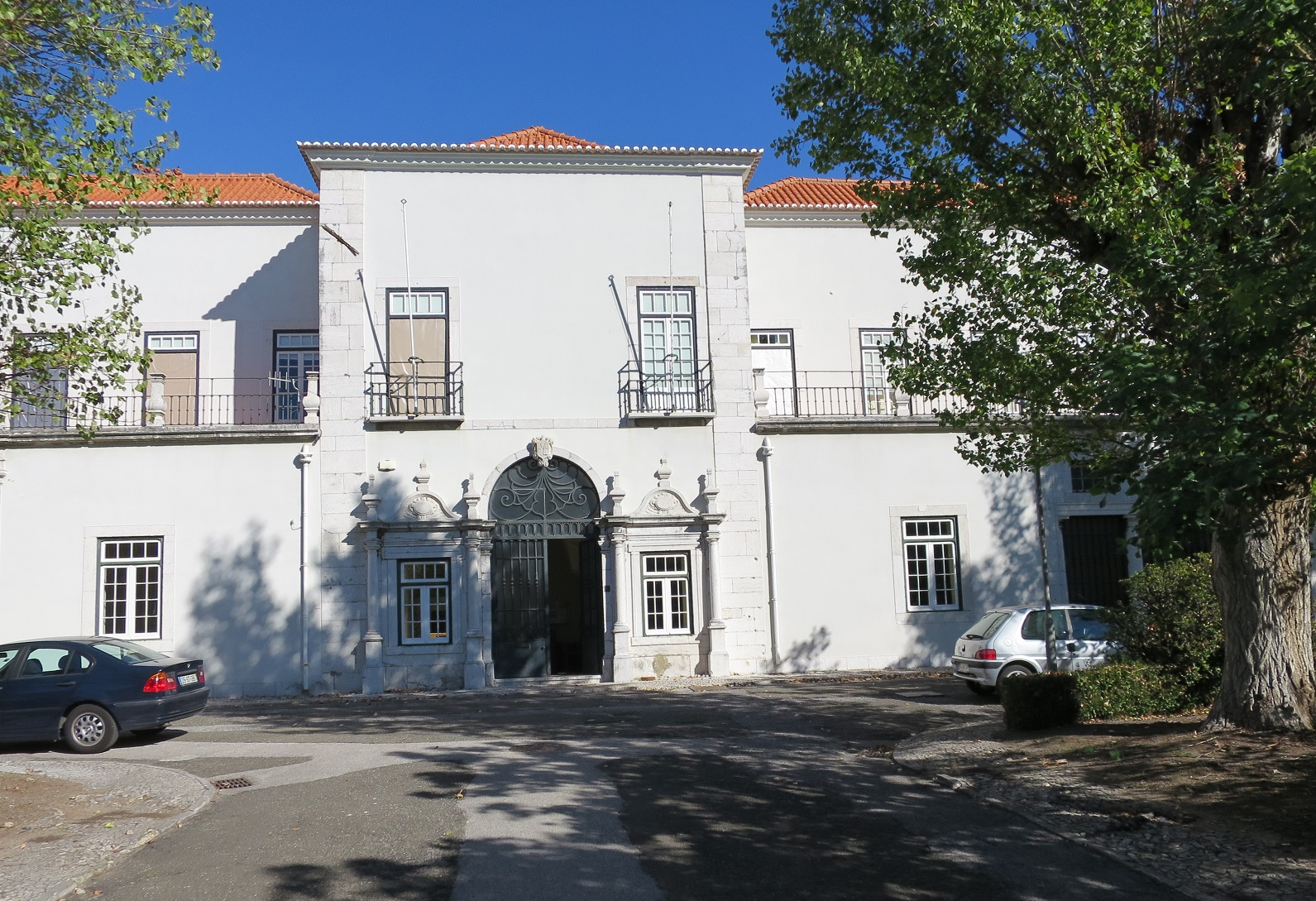
Il Palácio da Ega nella Calçada da Boa Hora, sede dell'Arquivo Histórico Ultramarino
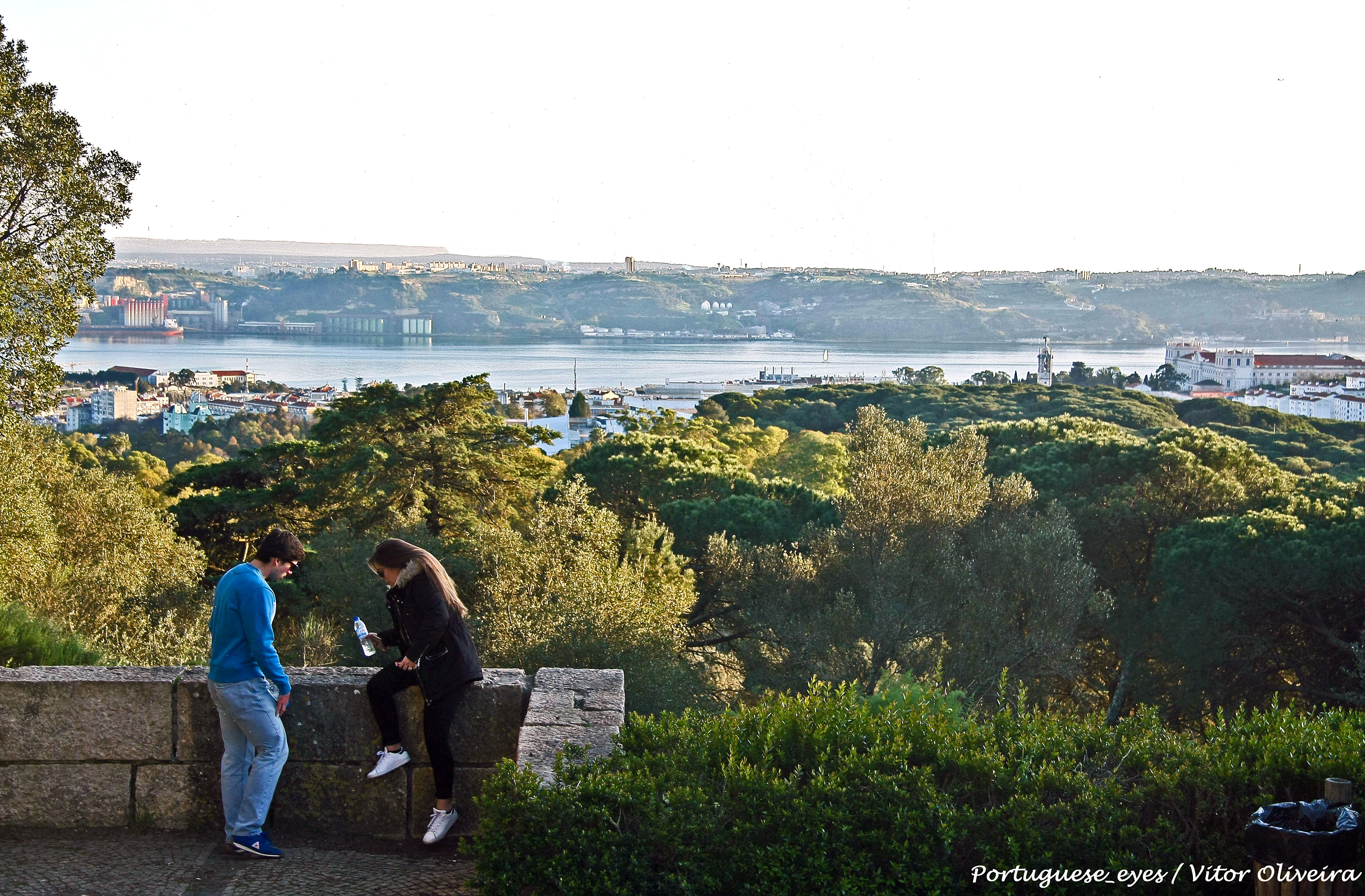
Il Miradouro Keil do Amaral, inserito all'interno del Parco forestale di Monsanto. Sullo sfondo a destra è visibile il Palazzo Nazionale di Ajuda
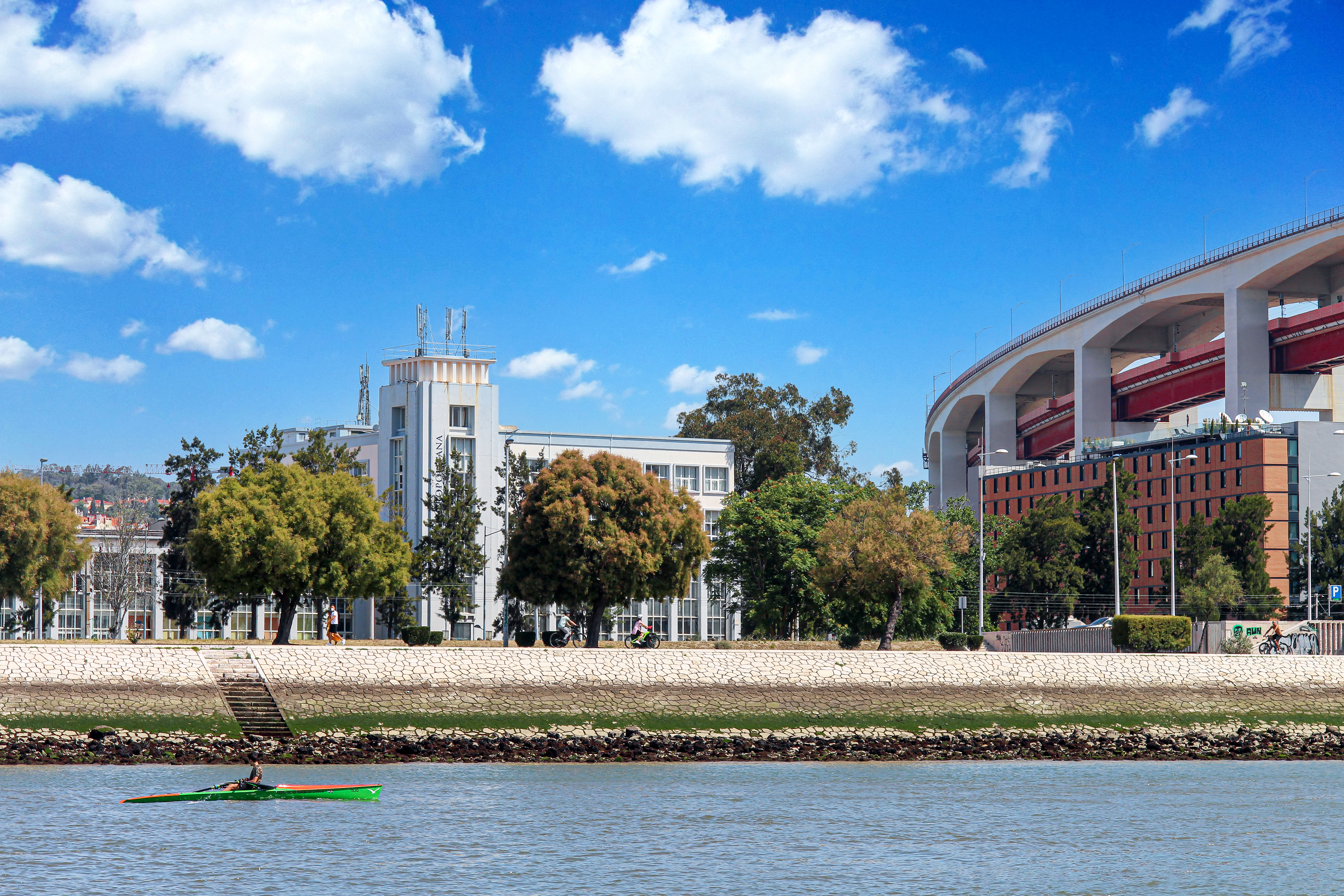
Esempio di architettura industriale modernista, l'Edifício da Standard Elétrica venne costruito tra il 1945 ed il 1948 su progetto di José Ângelo Cottinelli Telmo
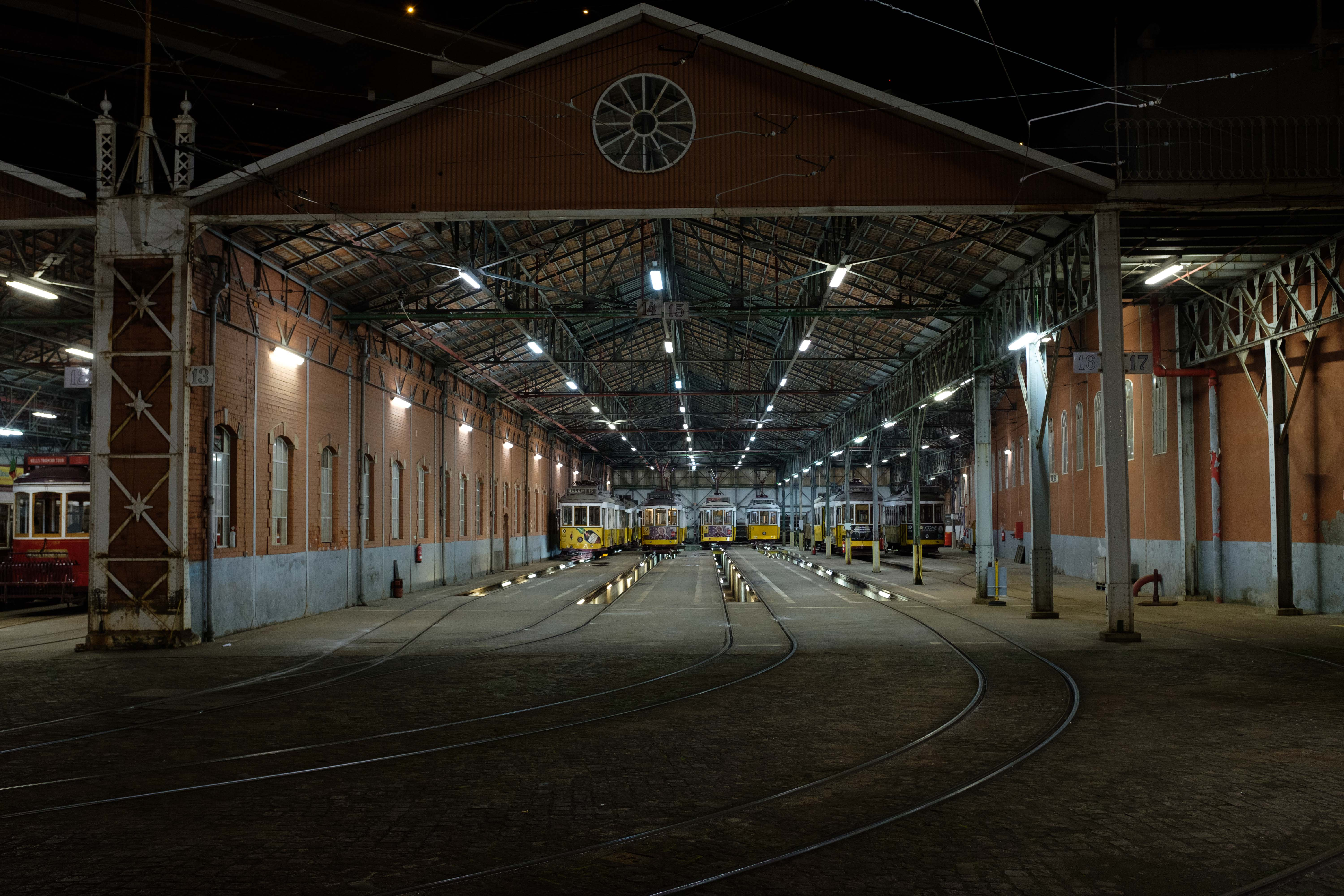
Deposito dei veicoli della Carris in Rua 1.º de Maio, all'interno del quale è inoltre ospitato il Museu da Carris